# Slaget ved Ceuta
Slaget ved Ceuta 14. august 1415 og den efterfølgende portugisiske erobring af byen Ceuta havde sine rødder i de tidligste år af Aviz-dynastiet i kongeriget Portugal. Såvel slaget ved Ceuta som – i et bredere perspektiv – æraen med Europas ekspansion var påvirket af Henrik Søfareren.

## Perspektiv
Henrik Erobreren, hans brødre og hans far levede i en tid, hvor man vandt hæder gennem sine handlinger og ikke via sin afstamning; den middelalderlige tanke om ridderskab stod fortsat højt ved de europæiske hoffer. På basis af dette syn på verden anførte Henriks far, Johan 1. sammen med sine sønner en hær i et angreb på den muslimske højborg Ceuta i 1415. En sådan "bloddåb" var den traditionelle måde for adelsmænd at vise deres betydning på. I tillæg tilfredsstillede togtet tørsten efter korstog hos krigerne, idet der ikke var nogen større ære for iberiske kristne under reconquistaen, end hvis de kunne tilføre maurerne nederlag.
Den portugisiske erobring af Ceuta tjente større formål end blot at skaffe Johans sønner ridderlig hæder. Sejren over de islamiske styrker fik drømmen til at blusse op igen om en samlet kristenhed, der kunne undertvinge islam ved en flerstrenget indsats. Udsigten til en triumf på slagmarken og en religiøs samling med fjerne kristne riger udøvede stor tiltrækningskraft på de europæiske ledere.

## Slagets gang
Slaget blev næsten et antiklimaks, idet de 45.000 portugisiske mand på 200 skibe overrumplede det intetanende forsvar af Ceuta, der ikke var forberedt på angreb. Angrebet indledtes om morgenen 14. august 1415 og var afsluttet allerede samme aften med portugisisk erobring af byen. Henrik Søfareren udmærkede sig under slaget, hvor han blev såret.
Efter erobringen af byen, der blev betegnet som "nøglen til Middelhavet", havde Portugal magten over det, der hidtil havde været et af de største nordlige centre for handel i den islamiske verden. Denne afrikanske erobring var den første vigtige krusning af den bølge af en europæisk ekspansion, der i de følgende århundreder skulle skylle ind over alle egne af Jorden.